# Lycosa australis
Lycosa australis är en spindelart som beskrevs av Simon 1884. Lycosa australis ingår i släktet Lycosa och familjen vargspindlar. Inga underarter finns listade i Catalogue of Life.